# (947) Monterosa
(947) Monterosa es un asteroide que forma parte del cinturón de asteroides y fue descubierto por Friedrich Karl Arnold Schwassmann el 8 de febrero de 1921 desde el observatorio de Hamburgo-Bergedorf, Alemania.

## Designación y nombre
Monterosa se designó inicialmente como 1921 JD.
Más tarde, fue nombrado posiblemente así por el Monterosa, un barco en el que los miembros de la universidad de Hamburgo hacían travesías por el mar del Norte.

## Características orbitales
Monterosa está situado a una distancia media de 2,752 ua del Sol, pudiendo acercarse hasta 2,064 ua. Su inclinación orbital es 6,707° y la excentricidad 0,25. Emplea en completar una órbita alrededor del Sol 1667 días.